# Euphorbia unispina
Euphorbia unispina es una especie de planta fanerógama de la familia de las euforbiáceas originaria de Sudáfrica.

## Descripción
Es un arbusto perennifolio suculento que alcanza un tamaño  de 3-4 m de altura, con hojas en las puntas de las ramas, desnudo por debajo, o, a veces tal vez completamente sin hojas, espinoso, con ramas de 1.6 a 2.5 cm de espesor, cilíndricas.

## Distribución y hábitat
Se encuentra en las colinas rocosas en la sabana, a una altitud de 800 m metros. Es extremadamente escasa en las colecciones, y es activamente buscada por los coleccionistas, por lo que existe dificultad para  el mantenimiento de los nuevos brotes.
Es una especie cercana de Euphorbia poissonii.

## Taxonomía
Euphorbia unispina fue descrita por Nicholas Edward Brown y publicado en Flora of Tropical Africa 6(1): 561. 1911.
Etimología
Ver: Euphorbia
unispina: epíteto latino que significa "con una espina".